# 정용환
정용환(鄭龍煥, 1960년 2월 10일 ~ 2015년 6월 7일)은 대한민국의 축구 선수이자, 감독이다. 10년 동안 대우 로얄즈에서 뛰면 150경기에 출장, 1991년에는 K-리그 MVP에도 선정되기도 하였다. 1984년 아시안컵, 1986년 월드컵, 1988년 아시안컵, 1990년 월드컵 등 많은 국제대회에서 뛰면서 1986년에는 주장을 맡기도 하였다.
2015년 6월 7일에 폐암으로 인해 향년 56세의 나이로 세상을 떠났다.

## 플레이 스타일
현역 시절 주포지션은 중앙수비수였다.

## 참고 자료
- K리그의 전설 : 정용환 - 80년대를 대표하는 철벽 수비수 보관됨 2017-06-14 - 웨이백 머신
- 수비 X파일 1 : 헤딩수비의 명수 정용환 “플라타너스를 향해 뛰어라” 보관됨 2020-10-20 - 웨이백 머신